# Cameron Norrie
Cameron Norrie (* 23. srpna 1995 Johannesburg) je britský profesionální tenista, hrající levou rukou, který v juniorské kategorii mezi lety 2010–2013 reprezentoval Nový Zéland. Ve své dosavadní kariéře na okruhu ATP Tour vyhrál pět turnajů ve dvouhře včetně BNP Paribas Open 2021 z kategorie Masters a jeden ve čtyřhře. Na challengerech ATP a okruhu ITF získal šest titulů ve dvouhře a jeden ve čtyřhře.
Na žebříčku ATP byl ve dvouhře nejvýše klasifikován v září 2022 na 8. místě a ve čtyřhře v červnu téhož roku na 117. místě. Od roku 2017 jej trénují James Trotman a Facundo Lugones. Dříve tuto roli plnili David Roditi a Devin Bowen.
V britském daviscupovém týmu debutoval v roce 2018 prvním kolem Světové skupiny proti Španělsku, v němž vyhrál páteční dvouhru nad Robertem Bautistou Agutem a poražen odešel z duelu s Albertem Ramosem-Viñolasem. Španělé zvítězili 3:1 na zápasy. Do února 2024 v soutěži nastoupil k dvanácti mezistátním utkáním s bilancí 7–8 ve dvouhře a 0–0 ve čtyřhře.
Spolu s Katie Boulterovou vytvořil britský tým na Hopman Cupu 2019.

## Soukromý život
Narodil se roku 1995 v jihoafrickém Johannesburgu do rodiny mikrobiologů, Skota Davida a Velšanky Helen Norrieových. Má sestru Brownen Norrieovou. Ve třech letech se s rodiči přestěhoval na Nový Zéland. K tenisu jej přivedla matka, když mu bylo šest let. V žákovské a po většinu juniorské kategorie nastupoval za Nový Zéland. Na kombinovaném juniorském žebříčku ITF mu nejvýše patřila 10. příčka. Novozélandský svaz Tennis NZ mu však poskytoval jen omezené dotace, v řadu tisíců dolarů. Na mezinárodní turnaje tak cestoval především díky finanční podpoře rodičů.
V šestnácti letech odcestoval do Velké Británie, země původu svých rodičů, částečně i pro lepší finanční zázemí. Na tři roky se přestěhoval do Londýna, než začal studovat na texaské univerzitě. Trénoval v Národním tenisovém centru v Roehamptonu.

## Tenisová kariéra

### 2015–2017: Univerzitní kariéra
V letech 2015–2017 studoval sociologii na soukromé Texas Christian University (TCU) ve Fort Worth, kde se stal členem univerzitního týmu Horned Frogs. Během tříletého působení vystoupal na vrchol celoamerického univerzitního žebříčku, jakožto první takový tenista z TCU. Třikrát se stal také členem celoamerického výběru, All-America.
V sezóně 2016–17 se stal jediným neporaženým hráčem v soutěži Big 12 Conference, s celkovou bilancí zápasů 10–0. Přestože mu patřila první příčka klasifikace, absentoval na závěrečném mistrovství NCAA Championships 2017, když se zaměřil na dokončení studia a možnost začít profesionální kariéru.

### Profesionální kariéra
Vůbec první kvalifikační turnaj v mužském tenise odehrál na lednovém Heineken Open 2013 v Aucklandu, kde vypadl ve druhém kvalifikačním kole s Nizozemcem Matwém Middelkoopem. V rámci hlavních soutěží událostí okruhu ITF debutoval v dubnu 2013, když na turnaji v britském Bournemouthu postoupil z kvalifikace. Ve čtvrtfinále singlu podlehl krajanu Danielu Coxovi a v téže fázi dohrál ve čtyřhře po boku Jonnyho O'Mary. Premiérový singlový titul na challengerech si odvezl z newyorského Levene Gouldin & Thompson Tennis Challengeru 2017 v Binghamtonu, kde ve finále přehrál australského hráče Jordana Thompsona.

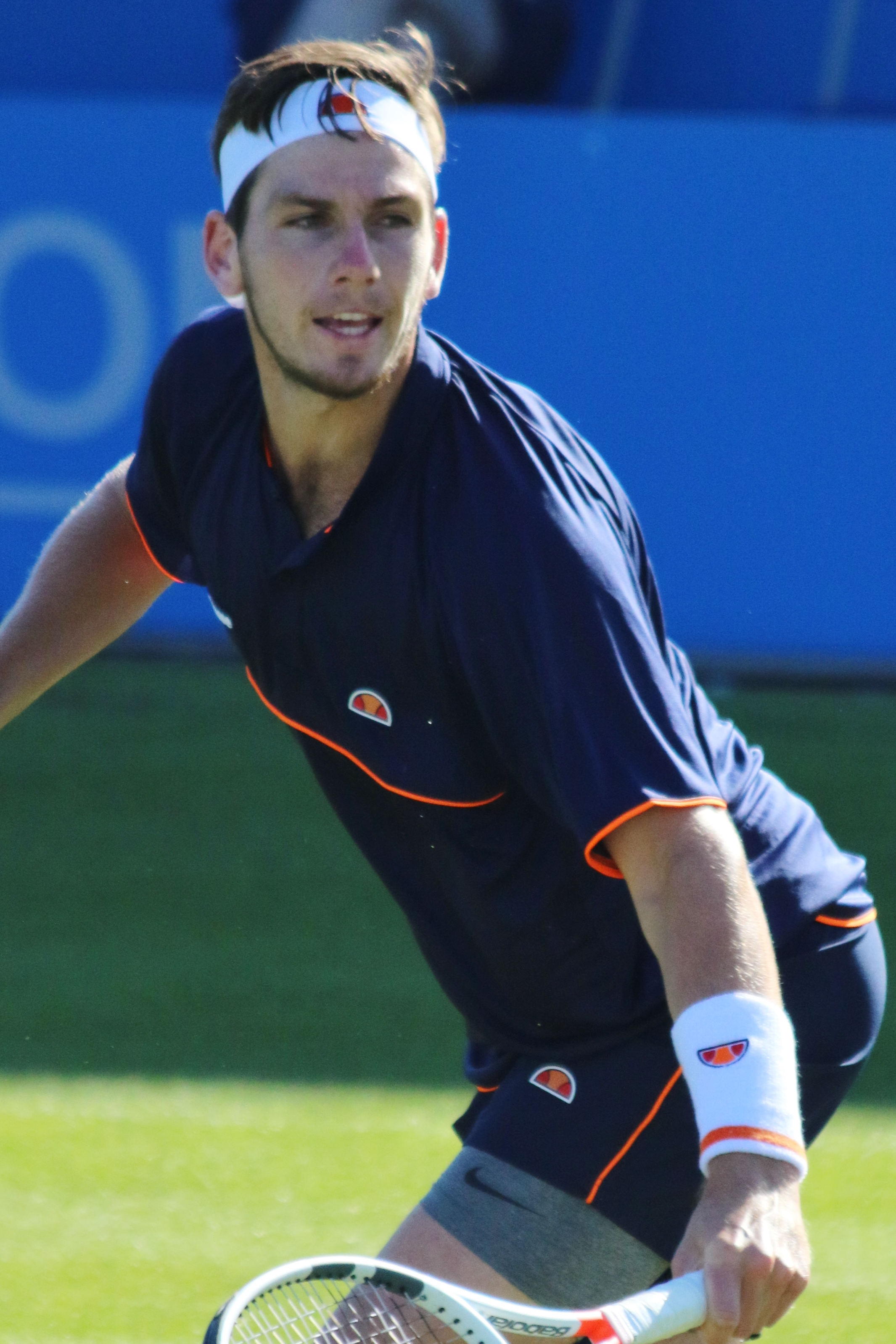
První zápas na okruhu ATP Tour vyhrál na AEGON International 2017 v Eastbourne

Ve dvouhře okruhu ATP Tour debutoval na červnovém AEGON Championships 2017 v londýnském Queen's Clubu. Na divokou kartu však v úvodním kole podlehl Američanovi Samu Querreymu. Premiérový kariérní vyhraný zápas v této úrovni dosáhl na navazujícím turnaji AEGON International 2017 v Eastbourne, po vyřazení argentinského hráče Horacia Zeballose. Poprvé tak zvítězil nad členem elitní světové padesátky. Ve druhé fázi soutěž opustil s Gaëlem Monfilsem.
Debut v hlavní soutěži nejvyšší grandslamové kategorie zaznamenal v mužském singlu Wimbledon 2017, do níž získal divokou kartu. Na úvod však nenašel recept na dvanáctého nasazeného Francouze Jo-Wilfrieda Tsongu. První vyhrané utkání na majorech následovalo během US Open 2017, když mu ve druhé sadě prvního kola skrečoval Rus Dmitrij Tursunov. Ve druhém duelu jej vyřadil Španěl Pablo Carreño Busta.
Daviscupový debut v britském týmu zaznamenal v prvním kolem Světové skupiny 2018 proti Španělsku. Do páteční dvouhry nastupoval osm měsíců poté, co se stal profesionálem a z pozice 114. hráče žebříčku. Naposledy předtím odehrál utkání na antuce v sezóně 2013. Duel s antukářem a světovou třiadvacítkou Robertem Bautistou Agutem dovedl do vítězného konce, když otočil jeho průběh ze stavu 0–2 na sety. V neděli pak podlehl Albertu Ramosovi-Viñolasovi a Španělé postoupili do čtvrtfinále po výhře 3:1 na zápasy.
V rámci série ATP Masters odehrál první zápas na BNP Paribas Open 2018 v Indian Wells po zvládnuté kvalifikaci. V první fázi jej však vyřadil Japonec Taró Daniel. Navazující Miami Open 2018 v Key Biscayne znamenalo porážku v témže kole od Chilana Nicoláse Jarryho.

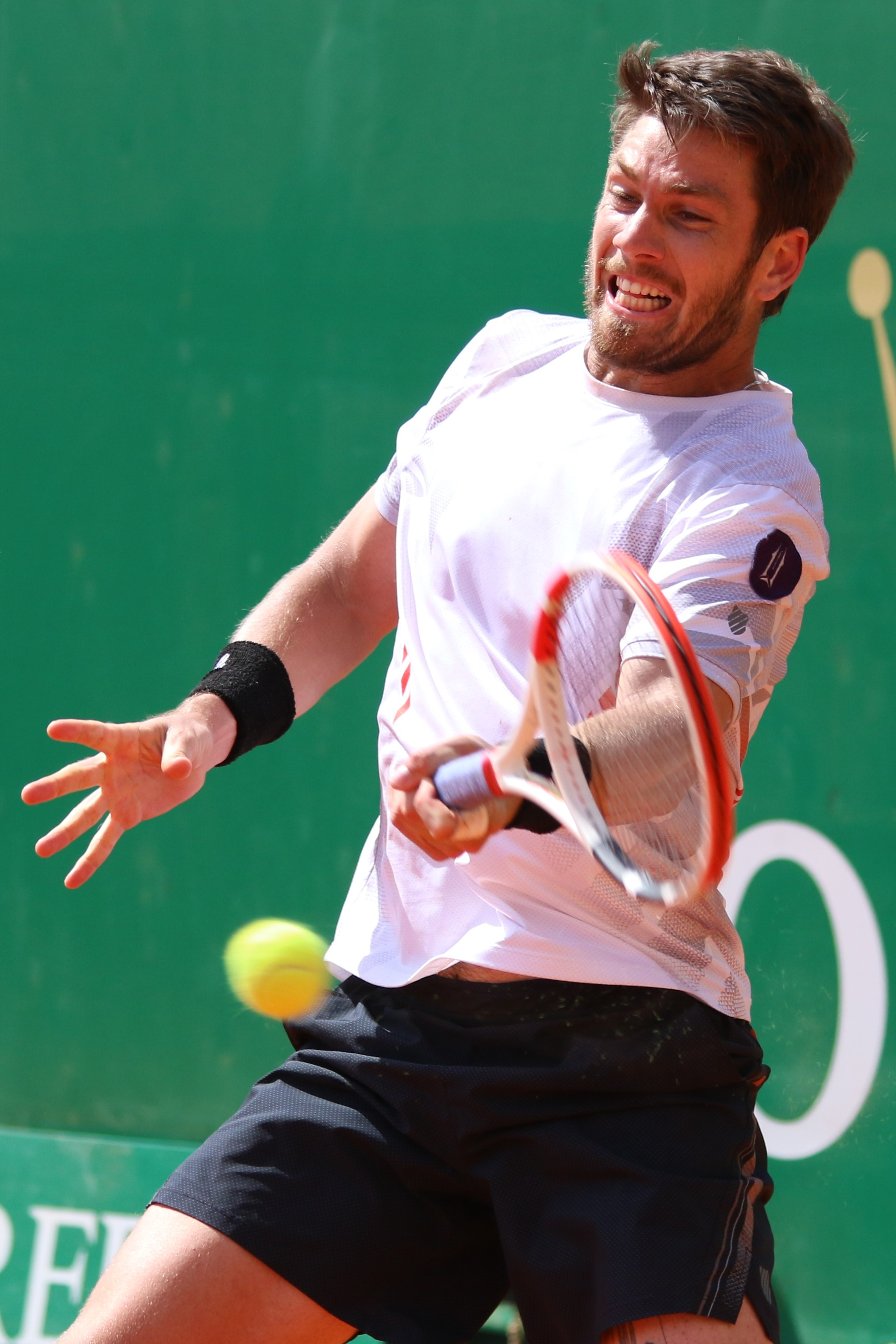
Na Monte-Carlo Masters 2022 dohrál ve druhém kole

Do premiérového finále ATP Tour se probojoval ve čtyřhře Estoril Open 2018, v páru s krajanem Kylem Edmundem. Ve finále zdolali nizozemsko-novozélandskou dvojici Wesley Koolhof a Artem Sitak po dvousetovém průběhu. Jednalo se o jejich premiérový turnaj, do něhož nastoupili společně. Norrie figuroval až na 617. místě deblového žebříčku ATP. Na turnaji odehrál své první kariérní zápasy v deblu na túře ATP. Singlová semifinále si zahrál na dvou navazujících turnajích, BB&T Atlanta Open 2018 a Los Cabos Open 2018. V prvním případě jej zdolal Američan Ryan Harrison a ve druhém pak Ital Fabio Fognini. Člena elitní světové desítky poprvé porazil na Lyon Open 2018, kde postoupil přes desátého muže žebříčku Johna Isnera. Do čtvrtfinále prošel během zářijového ATP Shenzhen Open 2018, kde mu stopku vystavil Japonec Jošihito Nišioka.
První singlovou kariérní trofej na túře ATP vybojoval na červencovém Los Cabos Open 2021, kde ve finále zdolal 19letého Američana Brandona Nakashimu po dvousetovém průběhu. Na cestě za trofejí neztratil žádný set. Výhrou v probíhající sezóně dosáhl na 35. vítězný zápas (35–14), čímž s Djokovićem sdílel třetí místo ve statistice nejvyššího počtu vyhraných utkání.

## Finále na okruhu ATP Tour
| Legenda                       |
| D – dvouhra; Č – čtyřhra      |
| Grand Slam (0)                |
| Turnaj mistrů (0)             |
| ATP Tour Masters 1000 (1–0 D) |
| ATP Tour 500 (1–2 D)          |
| ATP Tour 250 (3–7 D; 1–0 Č)   |

### Dvouhra: 14 (5–9)
| Stav      | č. | datum             | turnaj                                   | povrch | soupeř ve finále     | výsledek           |
| --------- | -- | ----------------- | ---------------------------------------- | ------ | -------------------- | ------------------ |
| Finalista | 1. | 12. ledna 2019    | Auckland, Nový Zéland                    | tvrdý  | Tennys Sandgren      | 4–6, 2–6           |
| Finalista | 2. | 2. května 2021    | Estoril, Portugalsko                     | antuka | Albert Ramos-Viñolas | 6–4, 3–6, 6–7(3–7) |
| Finalista | 3. | 23. května 2021   | Lyon, Francie                            | antuka | Stefanos Tsitsipas   | 3–6, 3–6           |
| Finalista | 4. | 20. června 2021   | Queen's Club, Londýn, Spojené království | tráva  | Matteo Berrettini    | 4–6, 7–6(7–5), 3–6 |
| Vítěz     | 1. | 24. července 2021 | Los Cabos, Mexiko                        | tvrdý  | Brandon Nakashima    | 6–2, 6–2           |
| Finalista | 5. | 3. října 2021     | San Diego, Spojené státy                 | tvrdý  | Casper Ruud          | 0–6, 2–6           |
| Vítěz     | 2. | 17. října 2021    | Indian Wells, Spojené státy              | tvrdý  | Nikoloz Basilašvili  | 3–6, 6–4, 6–1      |
| Vítěz     | 3. | 21. února 2022    | Delray Beach, Spojené státy              | tvrdý  | Reilly Opelka        | 7–6(7–1), 7–6(7–4) |
| Finalista | 6. | 26. února 2022    | Acapulco, Mexiko                         | tvrdý  | Rafael Nadal         | 4–6, 4–6           |
| Vítěz     | 4. | 21. května 2022   | Lyon, Francie                            | antuka | Alex Molčan          | 6–3, 6–7(3–7), 6–1 |
| Finalista | 7. | 6. srpna 2022     | Los Cabos, Mexiko                        | tvrdý  | Daniil Medveděv      | 5–7, 0–6           |
| Finalista | 8. | 14. ledna 2023    | Auckland, Nový Zéland                    | tvrdý  | Richard Gasquet      | 6–4, 4–6, 4–6      |
| Finalista | 9. | 19. února 2023    | Buenos Aires, Argentina                  | antuka | Carlos Alcaraz       | 3–6, 5–7           |
| Vítěz     | 5. | 26. února 2023    | Rio de Janeiro, Brazílie                 | antuka | Carlos Alcaraz       | 5–7, 6–4, 7–5      |

### Čtyřhra: 1 (1–0)
| Stav  | č. | datum          | turnaj               | povrch | spoluhráč   | soupeři ve finále          | výsledek |
| ----- | -- | -------------- | -------------------- | ------ | ----------- | -------------------------- | -------- |
| Vítěz | 1. | 6. května 2018 | Cascais, Portugalsko | antuka | Kyle Edmund | Wesley Koolhof Artem Sitak | 6–4, 6–2 |

## Finále na challengerech ATP a okruhu Futures
| Legenda                    |
| -------------------------- |
| Challengery (3–2 D; 3–1 Č) |
| Futures (0–1 D; 1–0 Č)     |

### Dvouhra: 9 (6–3)
| Stav      | č. | datum         | turnaj                    | povrch | soupeř ve finále  | výsledek      |
| --------- | -- | ------------- | ------------------------- | ------ | ----------------- | ------------- |
| Finalista | 1. | června 2014   | Herzlija, Izrael          | tvrdý  | Yannick Jankovits | 4–6, 0–2skreč |
| Vítěz     | 1. | října 2015    | Mansfield, Spojené státy  | tvrdý  | Alexios Halebian  | 7–5, 3–6, 6–4 |
| Vítěz     | 2. | června 2016   | Tulsa, Spojené státy      | tvrdý  | Ryan Haviland     | 6–1, 6–1      |
| Vítěz     | 3. | července 2016 | Wichita, Spojené státy    | tvrdý  | Jared Hiltzik     | 6–3, 6–3      |
| Finalista | 1. | srpen 2016    | Aptos, Spojené státy      | tvrdý  | Dan Evans         | 3–6, 4–6      |
| Vítěz     | 1. | červenec 2017 | Binghamton, Spojené státy | tvrdý  | Jordan Thompson   | 6–4, 0–6, 6–4 |
| Finalista | 2. | září 2017     | Cary, Spojené státy       | tvrdý  | Kevin King        | 4–6, 1–6      |
| Vítěz     | 2. | říjen 2017    | Tiburon, Spojené státy    | tvrdý  | Tennys Sandgren   | 6–2, 6–3      |
| Vítěz     | 3. | říjen 2017    | Stockton, Spojené státy   | tvrdý  | Darian King       | 6–1, 6–3      |

### Čtyřhra: 2 (1–1)
| Stav      | č. | datum         | turnaj                        | povrch    | spoluhráč      | soupeři ve finále          | výsledek         |
| --------- | -- | ------------- | ----------------------------- | --------- | -------------- | -------------------------- | ---------------- |
| Vítěz     | 1. | května 2013   | Newcastle, Spojené království | antuka    | Luke Bambridge | Scott Clayton Toby Martin  | 6–0, 4–6, [10–3] |
| Finalista | 1. | listopad 2016 | Columbus, Spojené státy       | tvrdý (h) | Luke Bambridge | David O'Hare Joe Salisbury | 3–6, 4–6         |